# 2016年9月逝世人物列表
2016年逝世人物列表：1月 - 2月 - 3月 - 4月 - 5月 - 6月 - 7月 - 8月 - 9月 - 10月 - 11月 - 12月
2016年9月逝世人物列表，是用于汇总2016年9月期间逝世人物的列表。

## 依日期排序

### 30日
- 泰德·伯努瓦（英语：Ted Benoit），69歲，法國漫畫家和圖文小說家。[1]
- 查理·布羅丁（英語：Charles Brading），81歲，美國政治人物，前俄亥俄州眾議院議員。[2]
- 弗雷德里克·C·漢密爾頓（英语：Frederic C. Hamilton），89歲，美國石油商與藝術慈善家。[3]

### 29日
- 鄭裕彤，91岁，香港商人，新世界發展創辦人之一。[4]
- 米里亞姆·德芬索·桑蒂雅各（英語：Miriam Defensor Santiago），71歲，菲律賓政治人物，曾三次競選總統。[5]
- 安·埃默里（英语：Ann Emery），86歲，英國女演員。[6]
- 赫伯特·馬丁（英语：Herbert Martin），91歲，德國足球運動員（薩爾布呂肯、萨尔代表队）。[7]

### 28日
- 希蒙·佩雷斯（希伯來語：שמעון פרס），93岁，以色列前總統（2007-2014）、总理（1977、1984-1986、1995-1996），1994年诺贝尔和平奖获得者，死於中风。[8]
- 蒂莫西·佩斯（英語：Timothy Pesci），72歲，美國政治人物，前賓夕法尼亞州眾議院議員。[9]
- 馬克斯·沃克（英语：Max Walker），68歲，澳洲板球對抗賽及澳式足球運動員，死於黑色素瘤。[10]
- 王萊，89歲，香港資深演員，曾獲4次金馬獎「最佳女配角」。[11]
- 牛文元，76岁，中国理论地理学家，第三世界科学院院士。[12]

### 27日
- 路易斯·奧西奧（英语：Luis Ossio），86歲，玻利維亞政治人物，前副總統（英语：Vice President of Bolivia）。[13]
- 查爾斯·舒爾茨（英语：Charles Schultze），91，歲美國經濟學家和公共政策分析師，死於敗血症併發症。[14]

### 26日
- 塔茲·安德森（英语：Taz Anderson），87歲，美國美式足球運動員（亞特蘭大獵鷹）。[15]
- 馬克·德沃列茨基（英语：Mark Dvoretsky），68歲，俄羅斯棋手和教練。[16]
- 李光鍾（朝鲜语：이광종），52歲，韓國足球運動員（濟州聯）。[17]

### 25日
- 何賽·費南德茲（西班牙語：José Fernández），24歲，古巴人、美國職棒邁阿密馬林魚隊球員，死於船難。[18]
- 哈根·利賓（英语：Hagen Liebing），55歲，德國音樂家（醫生樂隊）。[19]
- 阿諾德·帕爾默（英語：Arnold Daniel Palmer），87歲，美國高爾夫球運動員。[20]
- 羅伯特·溫伯格（英语：Robert Weinberg (author)），70歲，美國科幻作家。[21]

### 24日
- 梅爾·查爾斯（英语：Mel Charles），81歲，威爾斯足球運動員（斯旺西城、阿森纳、威爾斯代表隊）。[22]
- 阿恩·梅爾基奧爾（英语：Arne Melchior），91歲，丹麥政治人物，前丹麥議會議員及交通大臣（英语：Danish Ministry of Transport）。[23]
- 比尔·努恩（英语：Bill Nunn），62岁，美国好莱坞演员。[24]

### 23日
- 馬塞爾·阿特萊薩（英语：Marcel Artelesa），78歲，法國足球運動員（摩納哥、马赛奥林匹克）。[25]
- 赫爾曼·約瑟夫·薩哈達特·潘多約普特羅（英语：Herman Joseph Sahadat Pandoyoputro），77歲，印尼羅馬天主教主教，前天主教瑪琅教區主教。[26]
- 安傑伊·塔科夫斯基（英语：Andrzej Tarkowski），77歲，波蘭胚胎學家。[27]
- 楊忠民，71歲，台灣資深演員。[28]

### 22日
- 任大星，91岁，中国著名儿童文学作家，死於跌倒事故。[29]
- 謝爾·阿爾賓·亞伯拉罕森（英语：Kjell Albin Abrahamson），71歲，瑞典記者。[30]
- 埃德·坦普爾（Ed Temple），89歲，美國田徑教練。[31]

### 21日
- 张小光，46岁，中国「二人转」演员，死於交通事故。[32]
- 美女羅（Shawty Lo），40歲，美國嘻哈音樂人，死於交通意外。[33]
- 卡萊爾沃·勞哈拉（芬蘭語：Kalervo Rauhala），85歲，芬蘭摔跤手，奧運會銀牌得主（1952年）。[34]

### 20日
- 张靖武，99岁，安徽老红军，上校军衔。曾为毛泽东警卫员。[35]
- 柯蒂斯·漢森（英語：Curtis Lee Hanson），71岁，美国电影导演。[36]
- 艾倫·庫辛（Alan Cousin），78歲，蘇格蘭足球運動員（邓迪、希伯尼安、法尔科克）。[37]
- 尤里·科拉布林（英语：Yuri Korablin），56歲，俄羅斯政治人物和商人，威尼斯足球體育會前班主。[38]

### 19日
- 屈银华，81岁，中国登山队成员，1960年完成人类历史上首次从北坡登顶珠穆朗玛峰的壮举。[39]
- 余长根，79岁，中国教育人物，原华东师范大学宣传部副部长。[40]
- 格瓦爾德·克勞斯-布倫納（英语：Gerwald Claus-Brunner），44歲，德國政治人物。[41]
- 比爾·格拉斯福德（Bill Glassford），102歲，美國美式足球運動員和教練。[42]

### 18日
- 严东生，98岁，中国科学院院士和中国工程院院士，中国无机材料学主要奠基人和开拓者之一。[43]
- 李浩哲（韓語：이호철 (소설가)），84歲，韓國小說家。[44]
- 斯蒂芬妮·布斯（Stephanie Booth），70，英國酒店經營者，死於拖拉機意外。[45]
- 白蘭（英语：Rose Pak），68歲，中國出生的美國政治活動家，曾任舊金山中華總商會顧問。[46][47]
- 明顺，47歲，越南歌手和演员。[48]

### 17日
- 查尔敏·卡尔（Charmian Carr），73岁，美国女演员。《音乐之声》饰演上校大女儿。[49]
- 巴赫曼·戈爾巴尼扎德（英语：Bahman Golbarnezhad），48歲，伊朗身障單車運動員，於2016年夏季殘奧會比賽時撞到石頭身亡。[50]
- 西格·帕林（瑞典語：Sigge Parling），86歲，瑞典足球運動員（佐加頓斯體育會），世界杯銀牌得主（1958年）。[51]
- 胡絲·沃夫曼（英语：Rose Warfman），99歲，法國大屠殺倖存者及法國抵抗運動成員。[52]
- 周君廉，89歲，香港珠寶店「周生生」創辦人之一。[53]

### 16日
- 卡洛·阿泽利奥·钱皮（義大利語：Carlo Azeglio Ciampi），95岁，意大利政治人物、经济学家，意大利共和国第10任总统、第49任总理。[54]
- 王明方，65岁，安徽省政协主席、党组书记，患病医治无效。[55]
- 乔任梁，28岁，中国歌手、演员，自杀身亡。[56]
- 冯玉瑜，76岁，中国计算机辅助几何设计专家，中国科学技术大学教授。[57]
- 愛德華·阿爾比（英語：Edward Albee），88岁，美國劇作家。[58]
- W·P·金索拉（英语：W. P. Kinsella），81歲，加拿大作家。[59]
- 安東尼·馬斯卡雷尼亞斯·蒙泰羅（葡萄牙語：António Manuel Mascarenhas Gomes Monteiro），72岁，佛得角前总统（1991-2001）[60]。
- 查爾斯·H·亨利（Charles H. Henry），79歲，美國物理學家。[61]
- 喬·生（Joe Seng），69歲，美國政治人物，前艾奥瓦州众议院及参议院議員，死於腦癌。[62]
- 嘉俾阨爾·阿莫爾特（Gabriele Amorth），91歲，意大利驅魔師神父。[63]

### 15日
- 關敏，90歲，美國華人，舊金山灣區北部蝦寮（China Camp）的最後一名捕蝦人。[64]
- 哈倫丁（Haron Din），76歲，馬來西亞政治人物，前马来西亚伊斯兰党精神領袖，死於心臟疾病。[65]
- 黛博拉·S·金（Deborah S. Jin），47歲，美國物理學家，死於癌症。[66]

### 14日
- 刘石平，96岁，中国国画大师。[67]
- 王盘声，93岁，中国沪剧表演艺术家。[68]
- 卡羅琳·費伯女爵（Lady Caroline Faber），93歲，英國貴族，已故前英國首相麥美倫最後一位在世的子女。[69]
- 愛德華·古謝夫（英语：Eduard Gusev），80歲，俄羅斯蘇聯單車運動員。[70]
- 希勒瑪·塔特（英语：Hilmar Thate），85歲，德國男演員。[71]

### 13日
- 丹尼斯·阿特金斯（Denis Atkins），77歲，英國足球運動員（布拉德福德城）。[72]
- 朱迪思·雅各布斯（Judith Jacobs），77歲，美國審裁官，跌倒而死。[73]

### 12日
- 唐啟明，80歲，前台北市政府新聞處長，墜海而死。[74]（遺體發現日期）
- 咸泰浩（朝鲜语：함태호），86歲，韓國企業家。[75]
- 桑朵·朱迪（英语：Sándor Csoóri），86歲，匈牙利詩人、散文家、作家和政治人物。[76]
- 彼得·佩特利亞（Peter Pettalia），61歲，美國政治人物，前密歇根州众议院議員，死於交通意外。[77]
- 威廉·聖本篤（William San Bento），69歲，美國政治人物，前羅德島州眾議院（英语：Rhode Island House of Representatives）議員。[78]

### 11日
- 陈法扬，74岁，中国城市水土保持奠基人。[79]
- 諾曼·梅（Norman May），88歲，澳洲體育節目主持。[80]
- 肯·斯帕克斯（Ken Sparkes），76歲，澳洲電台節目主持，死於心臟病發。[81]

### 10日
- 黃義雄，80歲，台灣資深電視節目製作人。[82]
- 弗蘭克·馬斯雷（Frank Masley），56歲，美國奧運雪橇選手，死於癌症。[83]
- 喬伊·維多（英语：Joy Viado），51歲，菲律賓喜劇演員和演員，死於心臟病發。[84]

### 9日
- 加藤纮一（日語：加藤 纮一），77歲，日本政治家、前日中友好協會會長。[85]
- 乍得·布朗（英语：Chad Brown (American football official)）（Chad Brown），68歲，美國美式足球裁判（國家美式橄欖球聯盟）。[86]
- 比爾·諾傑（Bill Nojay），59歲，美國政治人物，前纽约州众议院議員，開槍自殺身亡。[87]

### 8日
- 黄进，90岁，中国地貌学家，中山大学地理科学与规划学院教授。[88]
- 格芮塔·佛利曼（英語：Greta Friedman），92歲，美國人，20世紀經典照片《勝利之吻》的女主角。[89]
- 河日成（朝鲜语：하일성），67歲，韓國棒球評論員。[90]
- 夏布利夫人（The Lady Chablis），59歲，美國女演員，死於肺炎。[91]
- 德拉基沙·佩西奇（英语：Dragiša Pešić），62歲，黑山政治人物，前塞爾維亞和黑山總理。[92]

### 7日
- 徐婷，26岁，中國女演員，死於淋巴癌。[93][94]
- 叶秀山，81岁，中国哲学家，中国社会科学院哲学研究所研究员。[95]
- 李棠華，91歲，台灣雜技大師。[96]
- 何塞·巴魯安格（英语：José Barluenga），76歲，西班牙化學家。[97]
- 讓-路易·施內德Jean-Louis Schneiter，83歲，法國政治人物，前蘭斯市長。[98]

### 6日
- 戴夫·佩西（Dave Pacey），79歲，英國足球運動員（卢顿）。[99]
- 莉莉安·烏赫騰哈根（英语：Lilian Uchtenhagen），87歲，瑞士經濟學家和政治人物。[100]

### 5日
- 魏振瀛，83岁，中国民法学者，北京大学法学院教授。[101]
- 杜安·格拉韦林（Duane Graveline），85歲，美國太空人。[102]
- 馬克斯·穆雷（Max Murray），80歲，蘇格蘭足球運動員（流浪者、西布罗姆维奇）。[103]
- 魯道夫·T·蘭達（Rudolph T. Randa），76歲，美國法官，死於腦癌。[104]
- 菲莉絲·施拉夫利（Phyllis Schlafly），92歲，美國律師、政治運動家。[105]

### 4日
- 伊麗莎白·科洛（法語：Élisabeth Marie Louise Benoist），113歲75天，法國最長壽人瑞。
- 王文彬，60岁，北京科技大学东凌经济管理学院院长。[106]
- 蘇國寶，89岁，南京大屠殺倖存者。[107]
- 杨敬年，108岁，中国经济学家、翻译家。[108]
- 亞當·別蘭斯基（英语：Adam Bielański），103歲，波蘭化學家與教授。[109]
- 伊西多爾·俄卡皮豪（英语：Isidore Okpewho），74歲，尼日利亞小說家和評論家。[110]
- 小克拉倫斯·D·拉巴里（英語：Clarence D. Rappleyea Jr.），82歲，美國政治人物，前紐約州眾議院議員。[111]

### 3日
- 付素清，119岁，中國長壽人物。[112]
- 马新朝，63岁，中国诗人，鲁迅文学奖获得者，死於胰臟癌。[113]
- 林佐民（Norman Lim "Normie" Kwong），86岁，加拿大华裔政商界人物，前加式足球运动员，曾任阿尔伯塔省省督（2005-2010）。[114]
- 讓-克里斯托夫·約科茲（法語：Jean-Christophe Yoccoz），59岁，法国数学家，1994年菲尔兹奖得主。[115]
- 瑪麗亞·伊莎貝爾·巴雷諾（英语：Maria Isabel Barreno），77歲，葡萄牙作家。[116]
- 阿爾伯特·霍夫斯泰德（Albert Hofstede），75歲，美國政治人物，前明尼阿波利斯市長（英语：List of mayors of Minneapolis），死於呼吸系統疾病。[117]

### 2日
- 伊斯兰·阿卜杜加尼耶维奇·卡里莫夫，78岁，乌兹别克斯坦首任总统（1991-2016），乌兹别克共产党第一书记（1989-1991），脑出血。[118]
- 內維爾·克羅（Neville Crowe），79歲，澳洲澳式足球運動員。[119]
- 丹尼爾·威廉姆斯（英语：Daniel Willems），60歲，比利時奧運單車選手。[120]
- 张丽珠，95岁，中国医学家，中国大陆首例试管婴儿缔造者。[121]

### 1日
- 錢冬生，98岁，中國現代橋樑工程泰斗。[122]
- 柳斗烈（朝鲜语：유두열），59歲，韓國棒球運動員（羅德巨人）。[123]
- 乔·波里托（Jon Polito），65岁，美国演员及配音员，死於癌症[124]。
- 雷蒙德·達弗呂（英语：Raymond Daveluy），89歲，加拿大作曲家，管風琴家，音樂教育家和藝術行政人員。[125]
- 露絲·哈伯德（英语：Ruth Hubbard），92歲，奧地利裔美國生物學家。[126]
- 黃克孫，88歲，美國華裔統計物理學家。[127]